# San Isidro Labrador, Guerrero
San Isidro Labrador är en ort i Mexiko.   Den ligger i kommunen Atlamajalcingo del Monte och delstaten Guerrero, i den sydöstra delen av landet, 240 km söder om huvudstaden Mexico City. San Isidro Labrador ligger 1 885 meter över havet och antalet invånare är 326.
Terrängen runt San Isidro Labrador är kuperad åt sydväst, men åt nordost är den bergig. Runt San Isidro Labrador är det ganska tätbefolkat, med 65 invånare per kvadratkilometer. Närmaste större samhälle är Malinaltepec, 14,3 km sydväst om San Isidro Labrador. I omgivningarna runt San Isidro Labrador växer huvudsakligen savannskog.